# Emil Konopinski
Emil John Konopinski, detto Jan (Michigan City, 25 dicembre 1911 – Bloomington, 26 maggio 1990), è stato un fisico nucleare statunitense.

## Biografia
Nacque a Michigan City nel 1911, figlio degli immigrati polacchi Joseph Konopinski e Sophia Sniegowska.
Completò nel 1934, con George Eugene Uhlenbeck come relatore della tesi, un dottorato di ricerca presso l'Università del Michigan e divenne poi professore di fisica presso l'Università dell'Indiana.
Durante la seconda guerra mondiale collaborò con Enrico Fermi presso l'Università di Chicago al progetto del primo reattore nucleare. Partecipò al Progetto Manhattan.
Con C. Marvin ed Edward Teller dimostrò che un'esplosione termonucleare non avrebbe acceso l'atmosfera e quindi non avrebbe portato alla distruzione della Terra. Consulente della Commissione per l'energia atomica degli Stati Uniti dal 1946 al 1968, è noto per il suo libro The Theory of Beta Radioactivity.
È morto in Indiana nel 1990 all'età di 78 anni.